# Marc Ràmia i Jesús
Marc Ràmia i Jesús, amb el nom artístic de Marc Ràmia, és un cantautor català. Debuta el 2007 en solitari de la mà del Col·lectiu de Músics del Maresme i dos anys més tard presenta el seu primer EP Despertar (autoedició, 2009). Anys més tard el cantautor mataroní presenta el seu primer disc A la vora del Malpàs (Temps Record, 2014) amb l'ajut de 70 mecenes que van col·laborar en el seu projecte de Verkami, i publica també el seu primer videoclip de la cançó 3.000, produït per Clack Produccions Audiovisuals.
Actualment Marc Ràmia es troba immers en la gravació d'un nou disc que sortirà el 2018 amb l'ajut de mecenes d'un Verkami i que es dirà Militants de vida.

## Discografia
| • 'Despertar (2009) |
| --- |
| (Autoedició) 1. Despistat, desorientat 03'44" 2. Buscant-me a mi mateix 03'32" 3. Vull 03'22" 4. Sense límits 03'10" 5. Somnis de matinada 03'34" 6. El jardí de l'oblit etern 02'47" 7. La teva nova cançó 04'32" 8. Anna 03'09" 9. Suïcidi col·lectiu 03'58" 10. Com si aquest fos l'últim cop 03'59" |